# 녹색당 (프랑스)
녹색당(프랑스어: Les Verts)은 프랑스의 중도좌파에서 좌파 녹색 정치 환경 운동 정당이었다. 녹색당은 1984년부터 존재했지만, 그들의 정신적인 뿌리는 1974년 르네 뒤몽의 대통령 출마까지 거슬러 올라갈 수 있다. 2010년 11월 13일, 녹색당은 유럽 에콜로지과 합병하여 유럽 생태녹색당이 되었다.